# Josef Kadraba
Josef Kadraba (Řevničov, 29 de setembro de 1933 – 5 de agosto de 2019) foi um futebolista checo que atuou como atacante.

## Carreira
Em clubes Kadraba atuou pelo Slavoj Liberec, Tankista Praga, Sparta Praga, Kladno, Slavia Praha, SC Hinteregger e Slovan Wien.
Fez parte do elenco da Seleção Tchecoslovaca que disputou a Final da Copa do Mundo FIFA de 1962.
Em 1967 foi para Viena trabalhar como treinador por cinco anos. Ao fim do prazo, não retornou ao seu país, sendo condenado In absentia a dois anos de prisão.
Faleceu em 5 de agosto de 2019 aos 85 anos de idade.